# Unter-Webams
Unter-Webams gehört zur Siedlungsgruppe Holzstetten und ist ein Ortsteil der oberschwäbischen Gemeinde Eggenthal im Landkreis Ostallgäu in Bayern.

## Lage
Der Weiler liegt westlich von Eggenthal.

## Geschichte
Webams dürfte auf 1498 erstmals genannte Familien mit Namen „Weber“ zurückgehen, die vermutlich identisch mit schon 1472 genannten Familien dieses Namens sind, die in der abgegangenen Siedlung Singrienen bei Röhrwang im Zuge beurkundete Weiderechts-Streitigkeiten genannt sind. Der Ortsname Webams erscheint erstmals 1718.
Der Weiler gehörte zur Ronsberger Herrschaft von Stein. Nach deren Teilung gelangte er mit den umliegenden Orten 1749 an das Kloster Kempten unter Fürstabt Engelbert von Syrgenstein.
Die Unterscheidung in Webams und Unter-Webams gibt es erst seit jüngerer Zeit, noch 1864 erscheinen beide als ein Dorf.
Bis zum 1. Mai 1978 gehörte Unter-Webams zur bis dahin selbstständigen Gemeinde Bayersried im Altlandkreis Marktoberdorf. Bayersried wurde dann im Zuge der Gebietsreform nach Eggenthal eingemeindet.
Kirchlich gehörte der Ort bis 1495 zur Pfarrei Baisweil. Seit 1495 gehört er zur Eggenthaler Pfarrei St. Afra.